# Championnats du monde de taekwondo 2015
Navigation
Puebla 2013 Muju 2017
Les Championnats du monde de taekwondo 2015 se déroulent du 12 au 18 mai à Tcheliabinsk (Russie).
16 épreuves de taekwondo figurent au programme, huit masculines et huit féminines, et classées par catégories de poids.

## Podiums

### Hommes
| Catégorie              | Or                   | Argent             | Bronze                 |
| ---------------------- | -------------------- | ------------------ | ---------------------- |
| Poids fin (–54 kg)     | Kim Tae-hun          | Stanislav Denisov  | Ramnarong Sawekwiharee |
| Poids fin (–54 kg)     | Kim Tae-hun          | Stanislav Denisov  | Venilton Teixeira      |
| Poids mouche (–58 kg)  | Farzan Ashourzadeh   | Si Mohamed Ketbi   | Ruslan Poiseev         |
| Poids mouche (–58 kg)  | Farzan Ashourzadeh   | Si Mohamed Ketbi   | Zhao Shuai             |
| Poids coq (–63 kg)     | Jaouad Achab         | Joel González      | Saúl Gutiérrez         |
| Poids coq (–63 kg)     | Jaouad Achab         | Joel González      | Abolfazl Yaghoubi      |
| Poids plume (–68 kg)   | Servet Tazegül       | Alekseï Denissenko | José Antonio Rosillo   |
| Poids plume (–68 kg)   | Servet Tazegül       | Alekseï Denissenko | Shin Dong-Yun          |
| Poids léger (–74 kg)   | Masoud Hajji-Zavareh | Nikita Rafalovich  | Ismaël Coulibaly       |
| Poids léger (–74 kg)   | Masoud Hajji-Zavareh | Nikita Rafalovich  | Albert Gaun            |
| Poids welters (–80 kg) | Mehdi Khodabakhshi   | Damon Sansum       | Aaron Cook             |
| Poids welters (–80 kg) | Mehdi Khodabakhshi   | Damon Sansum       | Tahir Güleç            |
| Poids moyens (–87 kg)  | Radik Isayev         | Jasur Baykuziyev   | Rafael Castillo        |
| Poids moyens (–87 kg)  | Radik Isayev         | Jasur Baykuziyev   | Vladislav Larin        |
| Poids lourds (+87 kg)  | Dmitriy Shokin       | Firmin Zokou       | Anthony Obame          |
| Poids lourds (+87 kg)  | Dmitriy Shokin       | Firmin Zokou       | Robelis Despaigne      |

### Femmes
| Catégorie             | Or                     | Argent            | Bronze                 |
| --------------------- | ---------------------- | ----------------- | ---------------------- |
| Poids Fin (–46 kg)    | Panipak Wongpattanakit | Iryna Romoldanova | Iris Silva Tang Sing   |
| Poids Fin (–46 kg)    | Panipak Wongpattanakit | Iryna Romoldanova | Lin Wan-Ting           |
| Poids mouche (–49 kg) | Ha Min‐Ah              | Wu Jingyu         | Svetlana Igumenova     |
| Poids mouche (–49 kg) | Ha Min‐Ah              | Wu Jingyu         | Tijana Bogdanović      |
| Poids coq (–53 kg)    | Lim Geum‐Byeol         | Huang Yun-wen     | Ana Zaninović          |
| Poids coq (–53 kg)    | Lim Geum‐Byeol         | Huang Yun-wen     | Andriana Asprogeraka   |
| Poids plume (–57 kg)  | Mayu Hamada            | Eva Calvo         | Kimia Alizadeh         |
| Poids plume (–57 kg)  | Mayu Hamada            | Eva Calvo         | Edina Kotsis           |
| Poids léger (–62 kg)  | İrem Yaman             | Marta Calvo       | Viktoryia Belanouskaya |
| Poids léger (–62 kg)  | İrem Yaman             | Marta Calvo       | Rachelle Booth         |
| Poids Welter (–67 kg) | Chuang Chia-chia       | Nur Tatar         | Paige McPherson        |
| Poids Welter (–67 kg) | Chuang Chia-chia       | Nur Tatar         | Katherine Dumar        |
| Poids moyens (–73 kg) | Oh Hye-ri              | Zheng Shuyin      | Iva Radoš              |
| Poids moyens (–73 kg) | Oh Hye-ri              | Zheng Shuyin      | Jackie Galloway        |
| Poids lourds (+73 kg) | Bianca Walkden         | Gwladys Épangue   | Nafia Kuş              |
| Poids lourds (+73 kg) | Bianca Walkden         | Gwladys Épangue   | Olga Ivanova           |

## Tableau des médailles
| Rang  | Nation          | Or | Argent | Bronze | Total |
| ----- | --------------- | -- | ------ | ------ | ----- |
| 1     | Corée du Sud    | 4  | 0      | 1      | 5     |
| 2     | Iran            | 3  | 0      | 2      | 5     |
| 3     | Turquie         | 2  | 1      | 1      | 4     |
| 4     | Ouzbékistan     | 1  | 2      | 0      | 3     |
| 5     | Taipei chinois  | 1  | 1      | 1      | 3     |
| 5     | Grande-Bretagne | 1  | 1      | 1      | 3     |
| 7     | Belgique        | 1  | 1      | 0      | 2     |
| 8     | Thaïlande       | 1  | 0      | 1      | 2     |
| 9     | Azerbaïdjan     | 1  | 0      | 0      | 1     |
| 9     | Japon           | 1  | 0      | 0      | 1     |
| 11    | Espagne         | 0  | 3      | 1      | 4     |
| 12    | Russie          | 0  | 2      | 5      | 7     |
| 13    | Chine           | 0  | 2      | 1      | 3     |
| 14    | France          | 0  | 1      | 0      | 1     |
| 14    | Côte d'Ivoire   | 0  | 1      | 0      | 1     |
| 14    | Ukraine         | 0  | 1      | 0      | 1     |
| 17    | Brésil          | 0  | 0      | 2      | 2     |
| 17    | Croatie         | 0  | 0      | 2      | 2     |
| 17    | Cuba            | 0  | 0      | 2      | 2     |
| 17    | États-Unis      | 0  | 0      | 2      | 2     |
| 21    | Biélorussie     | 0  | 0      | 1      | 1     |
| 21    | Colombie        | 0  | 0      | 1      | 1     |
| 21    | Gabon           | 0  | 0      | 1      | 1     |
| 21    | Allemagne       | 0  | 0      | 1      | 1     |
| 21    | Grèce           | 0  | 0      | 1      | 1     |
| 21    | Hongrie         | 0  | 0      | 1      | 1     |
| 21    | Mali            | 0  | 0      | 1      | 1     |
| 21    | Mexique         | 0  | 0      | 1      | 1     |
| 21    | Moldavie        | 0  | 0      | 1      | 1     |
| 21    | Serbie          | 0  | 0      | 1      | 1     |
| Total | Total           | 16 | 16     | 32     | 64    |

## Classement des équipes
| Rang | Équipe       | Points |
| ---- | ------------ | ------ |
| 1    | Iran         | 65     |
| 2    | Russie       | 50     |
| 3    | Ouzbékistan  | 43     |
| 4    | Corée du Sud | 42     |
| 5    | Espagne      | 34     |
| 6    | Belgique     | 33     |
| 7    | Turquie      | 33     |
| 8    | Azerbaïdjan  | 30     |
| 9    | Mexique      | 29     |
| 10   | États-Unis   | 26     |

| Rang | Équipe          | Points |
| ---- | --------------- | ------ |
| 1    | Corée du Sud    | 56     |
| 2    | Taipei chinois  | 41     |
| 3    | Turquie         | 40     |
| 4    | Chine           | 38     |
| 5    | Grande-Bretagne | 31     |
| 6    | Russie          | 31     |
| 7    | Espagne         | 28     |
| 8    | France          | 26     |
| 9    | États-Unis      | 26     |
| 10   | Croatie         | 25     |